# Bismarckovo more
Bismarckovo more je dio Pacifika između Bismarckovog arhipelaga i Nove Gvineje. Nazvano je u čast njemačkog kancelara Bismarcka. 
U Drugom svjetskom ratu, u ovom su se moru odvile mnoge bitke između Saveznika i Japana.

## Vanjske poveznice
|  | Zajednički poslužitelj ima još gradiva o temi Bismarckovo more |